# Hlavní uzávěr splínu
Hlavní uzávěr splínu je druhé studiové album českého písničkáře Tomáše Kluse. Album bylo vydáno 12. října 2009 u vydavatelství Sony Music. Album debutovalo na 2. příčce žebříčku IFPI Top50 a celkem se ho v Česku prodalo 18 000 kusů.

## O albu
Na svém druhém albu pracoval od vydání svého debutu v roce 2008. Sám je autorem textů i hudby. Na produkci alba s ním spolupracovali kytarista Jirka Kučerovský a Dalibor Cidlinský Jr.
Prvním singlem byla zvolena píseň „VeSmíru“, která se umístila na 40. příčce v IFPI Top 100. V žebříčku se udržela pouhých pět týdnů, ale v říjnu 2009 se do žebříčku vrátila na 64. pozici a udržela se v něm dalších dvanáct týdnů. Druhým singlem byla zvolena píseň „Přičichnutí alergikovo“, třetím poté píseň „Nenávratná“, ani jedna z nich v žebříčku nezabodovala.
Album také obsahuje tři písně nahrané pro soundtrack k filmu Anglické jahody, jsou jimi „Chybíš mi“, „Malčik“ a „Navěky“.
Album Hlavní uzávěr splínu debutovalo na 2. příčce žebříčku IFPI Top50. Za prvních deset dní prodeje se prodalo 5 000 kusů. V dubnu 2010 Tomáš Klus obdržel certifikaci zlatá deska již s prodejem okolo 9 000 kusů. Celkem se v Česku prodalo 18 000 kusů alba, a tím Klus obdržel i certifikaci platinová deska.

## Seznam skladeb
1. „Neklid“
2. „Da.muklův meč“
3. „Vesmíru“
4. „Psáno u zpráv“
5. „Nenávratná“
6. „Asi Jat a Eva“
7. „Lenka“
8. „Z deníku (Grušence)“
9. „Lehomole“
10. „Přičichnutí alergikovo“
11. „Markétce“
12. „17B“
13. „Sentiment na tři body“
14. „Chybíš mi“ (bonusová píseň)
15. „Malčik“ (bonusová píseň)
16. „Navěky“ (bonusová píseň)

### Singly
- „VeSmíru“ (2009) – (40. příčka v IFPI Top100)
- „Přičichnutí alergikovo“ (2010) – (neumístěno v IFPI Top100)
- „Nenávratná“ (2010) – (neumístěno v IFPI Top100)

### Hudební asistence
- Jiří Kučerovský – kytary, kazoo, zpěv
- Dana Marková – zpěv
- Aneta Langerová – zpěv
- Dalibor Cidlinský Jr. – piano, banjo, klávesy, programování
- Jan Cidlinský – baskytara, kontrabas, housle, mandolina
- David Landštof – bicí, perkuse, kachon
- Radek Žalud – harmonika

## Koncertní Tkaničky 2009 a 2010
K propagaci alba vyjel na turné pojmenované „koncertní Tkanička“. Ta za podpory Bandzone.cz proběhla od 22. října do 16. prosince 2009 a měla patnáct zastavení po celé republice. Pro velký úspěch bylo turné prodlouženo a druhá koncertní Tkanička se uskutečnila od 2. března do 18. května 2010, kdy bylo přidáno dvanáct nových koncertů.